# Фиброн (наёмник)
Эта статья о командире наемников, смотри здесь о Фиброне, спартанском военачальнике IV века.
Фиброн (др.-греч. Θίβρων; умер около 322 года до н. э.) — древнегреческий военачальник.
В античных источниках содержится информация лишь о последних нескольких годах жизни Фиброна. Впервые его упоминают в качестве доверенного лица и командира наёмников беглого казначея Александра Македонского Гарпала. По одной из версий Фиброн убил своего прежнего друга, после чего возглавил армию в 6-7 тысяч наёмников, которые до этого подчинялись Гарпалу. Со своим войском он отплыл в Африку и постарался захватить прибрежный город Кирену. Война шла с переменным успехом около полутора лет. Летом 322 года до н. э. в противостояние между Киреной и Фиброном вмешался царь Египта Птолемей. Его военачальник Офелл разбил войско Фиброна. Сам Фиброн попал в плен и был распят на кресте.

## Биография
О ранних годах жизни Фиброна из античных источников ничего неизвестно. По происхождению был спартанцем. Первое упоминание Фиброна связано с казначеем Александра Македонского Гарпалом, который, опасаясь за свою жизнь, бежал с царской казной и армией наёмников из Азии в Грецию. Диодор Сицилийский назвал Фиброна другом Гарпала. По прибытии, не позднее октября 324 года до н. э., армии в Кидонию на Крите Гарпал был убит. Существует три версии о смерти Гарпала. По одной, Гарпал был изменнически убит Фиброном лично или через наёмного убийцу, второй — рабами или слугами, третьей — наёмными убийцами по поручению коменданта Сард Павсания.
В это время в Кирене произошла смена власти. Изгнанники обратились за помощью к Фиброну. После смерти Гарпала Фиброн захватил его казну, а также стал военачальником над 6 или 7 тысячами наёмников, с которыми отплыл в Африку. С этой армией он в 323 году до н. э. напал на Кирену, которая на тот момент не была под македонским контролем.
Фиброн активно использован киренских изгнанников, которые помогали ему ориентироваться в местности. После победы над киренцами под стенами города Фиброн захватил и разграбил Аполлонию — город-гавань в двух-трёх километрах от Кирены. Одновременно был заключён союз с греческими полисами Барка и Геспериды. Фиброн предлагал даже завоевать всю Ливию. Осада Кирены закончилась, когда жители города согласились выплатить 500 талантов и отдать половину своих колесниц.
Успехи Фиброна были нивелированы вследствие ссоры с одним из командиров критянином Мнасиклом из-за раздела добычи, после которого тот перешёл на сторону Кирены. Он убедил жителей города прекратить выплату контрибуции (на тот момент они передали Фиброну всего 60 талантов). В ответ Фиброн заключил под стражу 80 киренцев, которые находились в Аполлонии, и приказал возобновить осаду. Однако войска Фиброна не смогли окружить Кирену. Часть войск покинула город, после чего начала грабить соседние земли, которые до этого заключили союз с Фиброном. Военачальник снял осаду и отправился на помощь союзникам. На этом фоне Мнасикл совершил удачную вылазку и захватил городскую гавань.
После поражения у Кирены Фиброн захватил осадой Тевхиру и продолжил свою военную кампанию. Вскоре он столкнулся с очередной крупной военной неудачей. Команды кораблей, будучи лишены гавани, стали высаживаться на побережье в поисках провианта. В один из дней они попали в засаду ливийцев. Те из них, кто сумели спастись, бежали на корабли и отплыли от берега, после чего попали в бурю и погибли.
Несмотря на череду неудач Фиброн продолжил военную кампанию. Он отправил своих эмиссаров на Пелопоннес для вербовки новых наёмников. До их прибытия киренцы напали на войско Фиброна и одержали победу. Вскоре, весной 322 года до н. э., из Греции прибыли наёмники и Фиброн получил возможность продолжать военные действия. В следующем сражении, хоть на стороне киренцев воевали ливийцы и карфагеняне, Фиброну сопутствовала удача, после чего он вновь осадил Кирену. Во время затянувшейся осады в городе произошёл переворот. Граждане свергли власть олигархов, одна часть которых бежала к Фиброну, другая — к царю Египта Птолемею.
Беглые олигархи просили Птолемея помочь им вернуться на родину. Для правителя Египта события вокруг Кирены были прекрасной возможностью присоединить богатый приморский город к своим владениям. Противоборство партий в Кирене и война с Фиброном истощили силы города. Предположительно летом 322 года до н. э. Птолемей отправил в Кирену сильные войско и флот во главе с Офеллом. Граждане Кирены осознали опасность быть покорёнными Птолемеем и предложили союз Фиброну, чтобы общими силами победить египтян. На этом фоне киренские олигархи пытались бежать из лагеря Фиброна, но были схвачены и казнены. Однако, этот союз уже не мог спасти ни Фиброна от поражения, ни Кирену от завоевания. Офелл сначала отправил часть своих войск под командованием Эпикида Олинфского в Тевхиру, а сам вступил в бой с объединёнными силами Фиброна и киренцев. После поражения Фиброн бежал в область Тевхиры, где надеялся найти защиту, но вместо этого был схвачен войсками Эпикида.
Офелл распорядился передать Фиброна тевхиритам. Жители этого города сначала пытали, затем бичевали, после чего отвезли своего бывшего правителя в Аполлонию, где его распяли на кресте.

### Исследования
- Гафуров Б. Г., Цибукидис Д. И. Александр Македонский и Восток. — М.: Наука, 1980.
- Дройзен И. Г. История эллинизма. — Ростов-на-Дону: Феникс, 1995. — Т. 2. — 544 с. — ISBN 5-85880-079-3.
- Кембриджская история древнего мира / под редакцией Д.-М. Льюиса, Дж. Бордмэна, С. Хорнблоуэра, М. Оствальда. Перевод, научное редактирование, примечания А. В. Зайкова. — М.: Ладомир, 2017. — Т. VI. Четвёртый век до нашей эры. Второй полутом. — 720 с. — ISBN 978-5-86218-542-3.
- Шифман И. Ш. Александр Македонский / ответственный редактор Э. Д. Фролов. — Л.: Наука, 1988. — ISBN 5-02-027233-7.
- Шофман А. С. Распад империи Александра Македонского / Печатается по постановлению редакционно-издательского совета Казанского университета. Отв. редактор В. Д. Жигунин. — Казань: Издательство Казанского университета, 1984.
- Ehrenberg V. Thibron 2 // Paulys Realencyclopädie der classischen Altertumswissenschaft :  [нем.] / Georg Wissowa. — Stuttgart : J. B. Metzler’sche Verlagsbuchhandlung, 1936. — Bd. VI A,1. — Kol. 275—276.
- Heckel W. Thibron // Who's Who in the Age of Alexander the Great: Prosopography of Alexander's Empire (англ.). — Malden; Oxford; Carlton: Blackwell Publishing, 2006. — P. 265—266. — ISBN 1-4051-1210-7.